# Hamza Hamiani
Hamza Hamiani Akbi, né le 19 février 1994 à Fès, est un footballeur marocain. Il évolue au poste de gardien de but au sein du club de la AS FAR.

## Biographie
Formé au Wydad de Fes, il fait ses débuts professionnels en D2 marocaine.
Le 1er juillet 2019, il signe un contrat de quatre saisons à la RS Berkane. Le 23 février 2020, il dispute son premier match avec la RS Berkane face au Rapide Oued Zem (match nul, 0-0). Il participe à la Coupe de la confédération lors de la saison 2021-22.
Le 20 mai 2022, il remporte la Coupe de la confédération après avoir remporté la finale sur une séance de tirs au but face à l'Orlando Pirates FC (match nul, 1-1). Le 10 septembre 2022, il est titularisé sous son nouvel entraîneur Abdelhak Benchikha à l'occasion de la finale de la Supercoupe de la CAF face au Wydad Athletic Club. Le match se solde sur une victoire de 0-2 au Stade Mohammed-V.

## Palmarès
Wydad de Fes
- Coupe du Maroc :
  - Finaliste : 2018

 RS Berkane
- Coupe du Maroc (2) :
  - Vainqueur : 2021 et 2022.
- Coupe de la confédération (2) :
  - Vainqueur : 2019-20 et 2021-22.
  - Finaliste : 2023–24
- Supercoupe de la CAF (1) :
  - Vainqueur : 2022
  - Finaliste : 2021

### Distinctions personnelles
- Homme du match de la finale de la Supercoupe de la CAF en 2022[4]